# Сухоребрик жорсткий
Сухоребрик жорсткий, сухоребрик стиснутий (Sisymbrium strictissimum) — вид рослин з родини капустяних (Brassicaceae), поширений у Європі крім півночі та в Казахстані.

## Опис
Однорічна рослина 50–100 см заввишки. Стебла міцні, густо вкриті листками, з тонкими віддаленими, а іноді відігнутими волосками. Листки цілісні, овально- або довгасто-ланцетні, 3–8 см завдовжки і 1–3 см шириною, гострі, пильчато нерівно крупно-зубчасті, іноді майже цілокраї, запушені дрібними волосками, на коротких черешках. Стручки 40–60 мм довжиною, ≈ 1 мм шириною, дугоподібно вигнуті.

## Поширення
Поширений у Європі крім півночі та в Казахстані.
В Україні вид зростає у лісах і серед чагарників — рідко в Закарпатті (місто Хуст), Лісостепу і на Поліссі.